# Природни резерват Руђине
Природни резерват Руђине jе локалитет у режиму заштите I степена, површине 18,75ha.
Налази се јужно-југоисточно од места Руђине, на око 400 м.н.в. Локалитет карактерише чиста, добро очувана висока шума храста китњака.